# آی‌دی‌ال‌ئی (پایتون)
آی‌دی‌ال‌ئی پایتون (به انگلیسی: Python IDLE) یک ویرایشگر کد (IDE) برای پایتون است. این نرم‌افزار همراه بسته‌های لینوکس عرضه نمی‌شود و کاملاً با زبان پایتون نوشته شده و ساده‌ترین برنامه ویرایشگر کد (IDE) برای پایتون است که همراه بسته پایتون در سیستم‌عامل‌های ویندوز و مک نصب می‌شود.

## محیط آی‌دی‌ال‌ئی
صفحه اصلی آی‌دی‌ال‌ئی یک shell از پایتون میباشد (که میتوان از توی ترمینال با زدن کامند python آن را داخل ترمینال اجرا کرد) محیط shell بیشتر برای یادگیری استفاده میشود و میتوان قابلیت های پایتون را در آن امتحان کرد

### منو‌ها[۱]
- فایل (file): برای باز کردن، ذخیره کرد و خروج از فایل های پایتون استفاده میشود
- ادیت (edit): برای جستجو کردن، کپی کردن، undo، redo و ... استفاده میشود
- فورمت (format)(فقط در محیط ویرایشگر): جلو بردن (indent) عقب بردن (dedent) کامنت کردن و از کامنت در اوردن و...
- اجرا (run)(فقط در محیط ویرایشگر): اجرای فایل در حال ادیت
- شل (shell) (فقط در shell): قابلیت های این منو مربوط به shell پایتون است
- دیباگ (debug)(فقط در shell): تنظیمات مربوط به دیباگر پایتون
- تنظیمات(Options): تنظیمات مربوط به خود آی‌دی‌ال‌ئی
- پنجره (window): برای انتقال بین پنجره های آی‌دی‌ال‌ئی استفاده میشود
- راهنما (help): مستندات مربوط به آی‌دی‌ال‌ئی و پایتون را میتوانید از این قسمت مشاهده کنید